# Ganshoren
Ganshoren (franciául: ɡɑ̃soˈʁen, hollandul: ˈʝɑns(h)oːrə(n)) egyike a belga fővárost, Brüsszelt alkotó 19 alapfokú közigazgatási egységnek, községnek. 2006-ban lakossága 20 970 fő volt, területe 2,46 km², népsűrűsége 8541 fő/km².

## Földrajzi elhelyezkedése
Ganshoren a Brüsszel fővárosi régió északnyugati részén található, szomszédai délnyugatról Sint-Agatha-Berchem/Berchem-Sainte-Agathe, délről Koekelberg, északon és keleten pedig Jette kerületek, északnyugaton Zellik település, amely Asse város része. 1954. előtt a kerület Flamand-Brabant tartomány része volt.
A kerület északi határát a Molenbeek patak adja, amely Jette kerületen át Laeken területén a Senne folyóba torkollik. Ganshoren "történelmi" városmagja tengerszint felett 50m méter magasságban a Molenbeek déli partján fekszik, lejtős területen, amely kb. 65méter magasan, a Koekelbergi Bazilika mellett ér véget.

## Története
Ganshoren eredetileg feltehetően Jette része volt a 11. századtól. 1112-ben említik először a ganshoreni templomot, amely a jette-i plébánia altemploma volt. A település neve ekkor Ganshoren, Ganshorn 1147-ben, Ganshoorn 1607-ben. A név a holland gans (liba) és hore (mocsár) szavakból ered, vagyis olyan mocsaras részt jelölt, ahol libákat legeltettek. A 12. és 13. század során a település népessége, valamint a művelés alá vett földterületek egyenletesen nőttek.
A 13. és 17. század között az állattartás háttérbe szorul és egyre nagyobb teret kap a szántóföldi növények, elsősorban a rozs és búzatermesztés. A faluban két malmot építettek, az egyik vízimalom volt a Molenbeek mellett. A 16-17. században a település területén kisebb-nagyobb tanyák, néhány sörfőzde, kézművesek éltek, illetve itt magasodott a château de Rivieren , amely feltehetően a 13. században épült.
A 18. századtól a legfontosabb tevékenységek a gabonatermesztés, a komlótermesztés és a méhészet voltak. 1709-ben a településnek kb. 160 lakója volt, de rohamos növekedésnek indult, és 1750 körül Ganshoren lakossága meghaladta Jette lakosságát. 1795-ben a francia megszállás alatt Jette önálló várossá vált, amelynek hivatalosan is része lett Ganshoren. Az intézkedést Napoléon Bonaparte Első Konzul 1801-es utasítása is megerősítette. Ekkor kb. 700 fő lakott Ganshorenben és egy iskola is létesült: a kb. 30-40 diák flamand nyelvet, írás és számolást tanult.
A belga szabadságharcot követően megindult a ganshoreniek "függetlenségi mozgalma" is és 1835-re elérték, hogy a település temploma leváljon Jette-ről és önállósuljon. A saját önkormányzatot követelő 1836-os beadványukban arra hivatkoztak, hogy a jette-i önkormányzat általában figyelmen kívül hagyja őket, az utakat nem javítja meg és nem biztosítja az önkormányzati szolgáltatásokat, illetve a legtöbb ganshoreninek 2–3 km-t kell gyalogolni, hogy eljusson a városházára. Ekkoriban 1100 fő élt Ganshorenben és kb. 900 Jette-ben. Az 1841. március 31-i törvény értelmében Ganshoren levált Jette-ről és önálló településsé vált. A település címerében Szt. Márton és libák találhatók. A Ganshoren és Jette közti határ ma nagyjából a Brüsszel-Aalst vasútvonal jelöli ki.
A 19. század végéig Ganshoren megőrizte vidékies karakterét és népessége is igen lassan növekedett: 1880-ban csak 1500 fő volt. A Szent Márton kápolna csak 1836-ban vált önálló plébániává, és a Rivieren kastély, bár Ganshoren területén feküdt, főbejárata Jette felé nyílt. Az egyetlen változás a Gent felé megépített vasútvonal és a Dendermonde felé kiépített mellékvonal adta, amelynek egyik megállója a faluhoz közel volt, de ez sem indította be a nagymértékű városiasodást.
A település lakossága csak az első világháború után indult rohamos növekedésnek: 1930-ban 5527 főről 1947-re 9092 főre nőtt. Az avenue Charles-Quint építése, amely a háború előtt kezdődött, 1925-ben fejeződött be és a település egyik fő közlekedési útvonala lett, annak ellenére, hogy Ganshoren déli részén található. A településfejlődés sajátosságaival magyarázható, hogy Ganshorennek nincs igazi óvárosa vagy történelmi városmagja.
Az 1950-es években indultak meg azok a nagyszabású építkezések, amelyek megváltoztatták Ganshoren jellegét: északon Jette felé megépült az avenue de l'Exposition universelle, meghosszabbították az avenue Van Overbeke sugárutat a vasútig, elkezdték egy kertvárosi rész és számos emeletes lakóház építését. Az avenue Marie de Hongrie mentén is új lakóházak épültek. A település lakossága 1970-ben volt a legnagyobb, 21147 fővel. Ezt követően stagnált vagy csökkent a lakosság, bár 2004-re ismét elérte a 20492 főt, 2010-ben pedig 22589 fő volt. A kerület nyugati része azonban megőrizte vidékies jellegét: a genti és a dendermondei vasútvonal közötti alacsonyan fekvő, mocsaras területeket megőrizték és a parc régional Roi Baudouin parkot alakították ki itt.

### A Rivieren kastély és a Villegas család
Ganshoren történetének szerves részét alkotja a Rivieren kastély és az azt birtokló Villegas család. A kastély kb. 8 hektáros parkban áll és napjainkban az egyetlen, épségben fennmaradt középkori kastély a Brüsszeli Régió területén. A 13. században épült kastély természetesen számos változáson ment keresztül az idők során, és számos család tulajdona volt, amíg a Villegasok megszerezték.
A 19. század elején elhagyott kastélyt Ulric de Villegas gróf vette meg és újíttatta fel. A parkot 1873-ban egy német kertépítész tervei alapján alakították ki. A 19. század vége felé a főváros nemessége minden évben itt gyülekezett az éves galambvadászatra. 1973-ban, Albert de Villegas gróf özvegyének, Elisabeth de Bontmiliau halála után a kastélyt eladták, az új tulajdonosok pedig bérbe adják konferenciák, kiállítások, rendezvények és esküvők szervezésére. Az épületet és a körülötte fekvő parkot 1983-ban vették műemléki védelem alá. 2000-ben a kastély ismét tulajdonost cserélt és jelenleg nem látogatható.
A Villegas de Saint-Pierre-Jette család sok földet birtokolt Ganshorenben és Jette területén egyaránt. A 19. századtól kezdve a helyi önkormányzat és az ingatlanfejlesztők ezeket megvásárolták a családtól, hogy a mai települést felépíthessék.
Ulric de Villegas (1844-1934), Villegas de Saint Pierre Jette grófja, 1873-ban Ganshoren polgármestere lett és közel 30 évig töltötte be ezt a posztot. Felesége Gabrielle de Thysebaert bárónő volt. Mindketten odaadó katolikusok voltak és a gróf a Société Les Amis de la Basilique nationale du Sacré-Cœur társaság pénztárosa, ezzel a Koekelbergi Bazilika felépítésének egyik első számú támogatója volt.

### Szent Márton
Ganshoren védőszentje Szent Márton, aki kb. 316-ban született és Tours püspöke volt. Ganshoren minden év november 11-én ünnepli a védőszentjét: a helyi földművesek lóháton érkeznek a helyi templomba, ahol szentmisét celebrálnak Szt. Márton tiszteletére. Estefelé pedig gyertyákat és fáklyákat gyújtanak az utcákon és a keresztutakon. Idővel az ünneplés jelentős része áttevődött a november 11-én követő vasárnapra, amikor lovas és kosztümös felvonulást tartanak Ganshoren utcáin

### Tevékenységek
A második világháború után a hagyományos növénytermesztés és az ahhoz kapcsolódó iparágak háttérbe szorultak és Ganshorenben is inkább csak a szolgáltatási szektor maradt meg. Egy jelentős kivételt jelent azonban a Nestor Martin serpenyőgyár, amely az 50 évig jelentős fejlődésen ment keresztül. 1930-ban a vállalat Ganshoren területére vonta össze három gyáregységét, amelyek Molenbeek-Saint-Jean, Huy és Saint-Hubert településeken üzemeltek. A 40000 m²-en létesült gyár fénykorában 1200 főnek adott munkát és Belgium tűzhely- és fűtőtestgyártója lett. A gyárat az 1970-es években megvette az Electrolux és az 1980-as években a gyár szép lassan bezárt.
Napjainkban a Martin ipari parkban kb. tucatnyi kisebb-nagyobb cég üzemel, a legfontosabbak pékáruk előállításával foglalkoznak. A Van de Kerkhove vállalat, amely a Pain Quotidien láncolatot üzemelteti, minden nap kb. 80000 bagettet és más kenyérféleséget süt és 120 embernek ad munkát.

### Munkáslakások
Az első világháború után Ganshorenben nagy lakáshiány alakult ki és a különféle iparágakban, az építkezéseken dolgozó munkások részére megindult a lakásépítés. 1920-ban a település vezetése egy szövetkezetet alapított, amely megkísérelte megszerezni a közeli Heyde legelők egy részét, hogy ott házakat építsenek. A település pénzügyei azonban igen bizonytalanok voltak és végül elálltak a tervtől.
1923 és 1924 között a helyi gázvállalat (Compagnie intercommunale bruxelloise Le Gaz) szerezte meg a területet és munkásainak 150, egyszintes, vöröstéglás házat építtetett a "le Home" néven ismert részen. 1920-ban alakult meg a Les Villas de Ganshoren szövetkezet, amelynek célja szintén az olcsó lakások, házak felépítése volt. Ezek ma a Vanderveken, Charles Mertens és Roobaert utcákon láthatók.

### Nyelvi változások
A 19. század végéig Ganshoren lényegében egynyelvű településnek számított, ahol a lakosság a flamandot beszélte. A 19. század végén a franciaajkú lakosság aránya nem érte el a 10%-ot sem. A munkások betelepülésével ez a helyzet megváltozott: 1932-ben a franciaajkú lakosság aránya 35% volt, ami jelentős hatással volt a településre is (ún. francisation). 1947-ben a lakosság 20%-a volt flamand, 26% francia, a maradék két anyanyelvű. 1970-re nem hivatalos becslések szerint a lakosság 75%-a francia anyanyelvű volt.

## Látnivalók
- Az Avenue Charles Quint sugárút köti össze Brüsszelt a tengerpartra vezető autópályával. A másik irányból érkezve a Koekelbergi Bazilika impozáns tömegét lehet látni.
- A Koekelbergi Bazilika vagy Szent Szív Bazilika ugyan Koekelberg területén található, de a bazilika körül fekvő park egy része Ganshorenhez tartozik.
- A Rivieren kastély,[16] sokáig a Villegas család tulajdona, ma a legjobb állapotban fennmaradt középkori rezidencia a brüsszeli régió területén.
- A Szt. Márton templom (Église Saint-Martin) a Place Reine Fabiola téren található